# Григорий Великия Армении (фрегат, 1782)
«Григорий Великия Армении» («Пчела») — торговое судно, а затем фрегат Черноморского флота Российской империи, участник русско-турецкой войны 1787—1791 годов.

## Описание фрегата
Длина судна составляла 34,2 метра, ширина — 9,3 метра, а осадка — 4 метра. Первоначально был построен как торговое судно, но 1788 году был переоборудован в «новоизобретённый» фрегат. Вооружение судна состояло из восемнадцати 12-фунтовых, шести 6-фунтовых орудий и двух «единорогов».

## История службы
Был построен в Херсоне в качестве торгового судна, спущен на воду в 1782 году под именем «Пчела». 
Корабль под командой С. А. Пустошкина, замаскированном под купеческое судно, провёл в 1886 году разведку средиземноморских турецких портов.
В 1788 году в Херсоне был переоборудован инженером М. Л. Фалеевым в «новоизобретённый» фрегат и включён в состав Черноморского флота России под именем «Григорий Великия Армении».
Принимал участие в русско-турецкой войне 1787—1791 годов. В 1788 году вошёл в состав Лиманской эскадры. 20 и 21 мая в составе отряда принимал участие в преследовании судов противника в Днепровском лимане. 17 июня в составе эскадры Поля Джонса участвовал в сражениях с турецким флотом у Очакова, при этом турецкий флот был разбит и отошёл к Очакову. 29 июня подошел к Кинбурну с отрядом, а 20 июля в составе того же отряда ушел к Глубокой Пристани. В 1789 и 1790 годах находился на Очаковском рейде в составе эскадры.
29 августа 1790 года в составе отряда вышел из Днепровского лимана, и присоединившись Гаджибея к эскадре контр-адмирала Ф. Ф. Ушакова, 8 сентября прибыл в Севастополь. В течение 1791 года фрегат нёс брандвахтенный пост на Севастопольском рейде.

## Командиры фрегата
Командирами судна в разное время служили:
- С. А. Пустошкин 1886.
- С. Ричардопуло (1788—1790 годы).
- Слизов (1791 год).